# Malice (jeu vidéo, 2004)
Pour les articles homonymes, voir Malice.
Malice est un jeu vidéo de plates-formes, développé par Argonaut Games et édité par Evolved Games, sorti en Europe en 2004 sur PlayStation 2 et Xbox.

## Développement
Malice était en développement depuis 1998, et devait initialement sortir sur PlayStation dans une version utilisant le même moteur que Croc. Cette version fut abandonnée, principalement pour des raisons techniques et économiques.